# Uraecha chinensis
Uraecha chinensis är en skalbaggsart som beskrevs av Stefan von Breuning 1935. Uraecha chinensis ingår i släktet Uraecha och familjen långhorningar. Inga underarter finns listade i Catalogue of Life.